# Aillutticus brutus
Aillutticus brutus är en spindelart som först beskrevs av Badcock 1932.  Aillutticus brutus ingår i släktet Aillutticus och familjen hoppspindlar. Inga underarter finns listade i Catalogue of Life.